# Activité chimique
Pour les articles homonymes, voir Activité.
En chimie physique, et plus particulièrement en thermodynamique, l'activité chimique, ou activité, d'une espèce chimique exprime l'écart entre les propriétés de cette espèce pure ou dans un mélange réel et les propriétés de cette même espèce dans un état standard à la même température. La notion d'activité chimique est surtout employée pour les phases liquide et solide. Elle permet notamment le calcul des équilibres de phases et des équilibres chimiques.
De nombreux modèles de coefficients d'activité ont été développés pour les phases liquides, avec comme état standard les liquides purs. Les grandeurs d'excès, calculées à partir des coefficients d'activité, expriment l'écart entre les grandeurs extensives d'un mélange réel et celles d'une solution idéale.

## Historique
À la suite de l'apparition de l'équation d'état de van der Waals en 1873, il devenait possible de calculer les équilibres de phases gaz-liquide. En effet, cette équation novatrice pour son époque permettait de calculer aussi bien les propriétés d'un gaz que celles d'un liquide. Willard Gibbs et Pierre Duhem introduisirent peu après (1875 à 1878) le potentiel chimique, important dans les équilibres de phases et les équilibres chimiques. Toutefois, le potentiel chimique se révéla difficile à manipuler, car il ne peut être calculé qu'à une constante additive près et non de façon absolue, de plus le potentiel chimique de toute espèce tend vers l'infini négatif à dilution infinie. En 1900 et 1901, Gilbert Lewis introduisit la fugacité, qui décrit l'écart de comportement d'un corps réel, pur ou en mélange, par rapport au même corps à l'état de gaz parfait pur. Cette notion se révéla efficace dans son application pour les gaz, mais les équations d'état représentant assez mal les phases liquides, Lewis introduisit en 1923 l'activité chimique, plus spécialement appliquée aux phases condensées (liquide ou solide). L'activité chimique est surtout utilisée dans l'expression des vitesses de réaction et des constantes d'équilibre dans l'étude des réactions et équilibres chimiques, et dans le calcul des coefficients de partage dans l'étude des équilibres de phases.

## Définitions

### Activité
La fugacité {\displaystyle f_{i}} d'un corps {\displaystyle i} a été définie par Lewis par la variation isotherme du potentiel chimique {\displaystyle \mu _{i}} de ce corps :
{\displaystyle \mathrm {d} \mu _{i}=RT\,\mathrm {d} \ln f_{i}}
En intégrant cette relation à température constante, on obtient la relation entre les potentiels chimiques {\displaystyle \mu _{i}^{1}} et {\displaystyle \mu _{i}^{2}} d'un corps {\displaystyle i} dans deux états différents 1 et 2 :
{\displaystyle \mu _{i}^{2}-\mu _{i}^{1}=RT\int _{\ln f_{i}^{1}}^{\ln f_{i}^{2}}\,\mathrm {d} \ln f_{i}=RT\ln \!\left({\frac {f_{i}^{2}}{f_{i}^{1}}}\right)}
{\displaystyle f_{i}^{1}} et {\displaystyle f_{i}^{2}} étant les fugacités dans les états respectifs. Ces deux états peuvent être :
- à des pressions différentes : {\displaystyle P^{1}} et {\displaystyle P^{2}} ;
- de compositions différentes : {\displaystyle x^{1}=\left[x_{1}^{1},x_{2}^{1},\cdots ,x_{N}^{1}\right]} et {\displaystyle x^{2}=\left[x_{1}^{2},x_{2}^{2},\cdots ,x_{N}^{2}\right]}, avec {\displaystyle x_{i}^{k}} la fraction molaire de l'espèce {\displaystyle i} dans l'état {\displaystyle k} ; par ex. :
  - l'état 1 peut être le corps {\displaystyle i} pur ({\displaystyle x_{1}^{1}=0,x_{2}^{1}=0,\cdots ,x_{i}^{1}=1,\cdots ,x_{N}^{1}=0}) ;
  - l'état 2 un mélange contenant le corps {\displaystyle i} ({\displaystyle x_{1}^{2}\neq 0,x_{2}^{2}\neq 0,\cdots ,x_{i}^{2}\neq 0,\cdots ,x_{N}^{2}\neq 0}) ;
- dans des phases différentes : par ex. gaz parfait pour l'état 1 et liquide pour l'état 2.

Néanmoins, les deux états sont à la même température {\displaystyle T} :
{\displaystyle \mu _{i}^{2}\!\left(P^{2},T,x^{2}\right)-\mu _{i}^{1}\!\left(P^{1},T,x^{1}\right)=RT\ln \!\left({\frac {f_{i}^{2}\!\left(P^{2},T,x^{2}\right)}{f_{i}^{1}\!\left(P^{1},T,x^{1}\right)}}\right)}
Dans la pratique, l'état 2 est l'état réel du mélange et l'état 1 un état standard dans lequel il est facile de calculer les propriétés du corps {\displaystyle i} à la même température que l'état réel. On note alors :
{\displaystyle \mu _{i}-\mu _{i}^{\circ }=RT\ln \!\left({\frac {f_{i}}{f_{i}^{\circ }}}\right)=RT\ln a_{i}}
avec :
- {\displaystyle T} la température du mélange réel ;
- {\displaystyle \mu _{i}} le potentiel chimique du corps {\displaystyle i} dans le mélange réel ;
- {\displaystyle \mu _{i}^{\circ }} le potentiel chimique du corps {\displaystyle i} dans l'état standard à la même {\displaystyle T} que le mélange réel ;
- {\displaystyle f_{i}} la fugacité du corps {\displaystyle i} dans le mélange réel ;
- {\displaystyle f_{i}^{\circ }} la fugacité du corps {\displaystyle i} dans l'état standard à la même {\displaystyle T} que le mélange réel ;
- {\displaystyle a_{i}} l'activité du corps {\displaystyle i} dans le mélange réel par rapport à l'état standard à la même {\displaystyle T} que le mélange réel ;
- {\displaystyle R} la constante universelle des gaz parfaits.

L'activité chimique est définie par le rapport des fugacités réelle et dans l'état standard à la même température que l'état réel :
| Activité chimique : {\displaystyle a_{i}={\frac {f_{i}}{f_{i}^{\circ }}}} |

soit également :
L'activité est adimensionnelle.

### Coefficient d'activité
Lorsque, pour le calcul des propriétés d'un mélange réel, l'état standard de chaque corps {\displaystyle i} est pris comme étant le corps {\displaystyle i} pur aux mêmes pression {\displaystyle P}, température {\displaystyle T} et dans la même phase (gaz, liquide ou solide) que le mélange réel, les potentiels chimiques réel {\displaystyle \mu _{i}} (fugacité {\displaystyle f_{i}}) et du corps pur {\displaystyle \mu _{i}^{*}} (fugacité {\displaystyle f_{i}^{*}}) sont liés par la relation :
{\displaystyle \mu _{i}-\mu _{i}^{*}=RT\ln \!\left({\frac {f_{i}}{f_{i}^{*}}}\right)=RT\ln a_{i}}
Par définition, le potentiel chimique {\displaystyle \mu _{i}^{\text{id}}} du corps {\displaystyle i} dans une solution idéale et le potentiel chimique {\displaystyle \mu _{i}^{*}} du corps {\displaystyle i} pur, tous deux définis aux mêmes pression {\displaystyle P} et température {\displaystyle T}, et pour la même phase, sont liés par la relation :
{\displaystyle \mu _{i}^{\text{id}}=\mu _{i}^{*}+RT\ln x_{i}}
avec {\displaystyle x_{i}} la fraction molaire du corps {\displaystyle i} dans le mélange idéal.
On peut alors écrire, en considérant une solution idéale aux mêmes pression, température et composition, et dans la même phase (gaz, liquide ou solide) que le mélange réel :
{\displaystyle \mu _{i}-\mu _{i}^{\text{id}}=RT\ln \!\left({\frac {f_{i}}{f_{i}^{\text{id}}}}\right)=RT\ln \!\left({\frac {a_{i}}{x_{i}}}\right)}
avec {\displaystyle f_{i}^{\text{id}}=x_{i}f_{i}^{*}} la fugacité en solution idéale. Le rapport entre la fugacité réelle et la fugacité en solution idéale est appelé coefficient d'activité, il est noté {\displaystyle \gamma _{i}} :
| Coefficient d'activité : {\displaystyle \gamma _{i}={\frac {f_{i}}{f_{i}^{\text{id}}}}={\frac {f_{i}}{x_{i}f_{i}^{*}}}={\frac {a_{i}}{x_{i}}}} |

Le coefficient d'activité est adimensionnel.
Le coefficient d'activité exprime l'écart entre le potentiel chimique {\displaystyle \mu _{i}} d'un corps dans un mélange réel et le potentiel chimique {\displaystyle \mu _{i}^{\text{id}}} de ce corps dans la solution idéale aux mêmes pression {\displaystyle P}, température {\displaystyle T} et composition (fractions molaires {\displaystyle x_{i}}), dans la même phase (gaz, liquide ou solide) :
Le coefficient d'activité exprime également l'écart entre le potentiel chimique {\displaystyle \mu _{i}} d'un corps dans un mélange réel et le potentiel chimique {\displaystyle \mu _{i}^{*}} de ce corps pur dans la même phase, aux mêmes pression et température :
{\displaystyle \mu _{i}-\mu _{i}^{*}=RT\ln \!\left(x_{i}\gamma _{i}\right)}
Par définition, le coefficient d'activité d'un corps dans une solution idéale est donc égal à 1 :
À fortiori pour un corps pur :
La solution idéale correspond au cas idéal dans lequel les molécules du mélange s'attirent ou se repoussent entre elles, toutes espèces confondues, de la même façon que les molécules de chacun des constituants considéré pur s'attirent ou se repoussent entre elles.
Lorsque les molécules d'un mélange réel s'attirent plus entre elles que dans la solution idéale, les activités de tous les composants sont inférieures aux fractions molaires : dans ce cas {\displaystyle \gamma _{i}<1} et {\displaystyle a_{i}<x_{i}}.
Inversement, lorsque les molécules d'un mélange réel se repoussent plus entre elles que dans la solution idéale, les activités de tous les composants sont supérieures aux fractions molaires : dans ce cas {\displaystyle \gamma _{i}>1} et {\displaystyle a_{i}>x_{i}}.
Note sur la relation entre coefficient de fugacité et coefficient d'activité
Avec les coefficients de fugacité respectifs du corps {\displaystyle i} dans le mélange réel {\displaystyle f_{i}=x_{i}\phi _{i}P} et du corps {\displaystyle i} pur {\displaystyle f_{i}^{*}=\phi _{i}^{*}P}, nous avons la relation entre coefficient d'activité et coefficients de fugacité :

## Calcul de l'activité et du coefficient d'activité

### Expressions usuelles de l'activité
Pour le calcul d'un équilibre chimique, certaines approximations sont souvent faites dans l'expression de l'activité chimique.
Pour un mélange de gaz parfaits, l'état de référence pris pour chacun des constituants est le constituant pur à l'état de gaz parfait à la même température que le mélange, mais à la pression {\displaystyle P^{\circ }}, prise égale à 1, exprimée dans la même unité que la pression {\displaystyle P} : bar, Pa, atm, mmHg, etc. Il est important de vérifier dans toute littérature donnant une constante d'équilibre l'unité dans laquelle les pressions partielles sont exprimées. Si l'unité conseillée est le bar, et donc {\displaystyle P^{\circ }} = 1 bar, cette convention est loin d'être utilisée systématiquement.
L'expression de l'activité :
{\displaystyle a_{i}={\frac {x_{i}P}{P^{\circ }}}}
est alors réduite à la pression partielle du corps dans le mélange :
{\displaystyle a_{i}=x_{i}P}
Rappelons que l'activité n'a pas de dimension, le fait de ne pas noter {\displaystyle P^{\circ }} n'est qu'une simplification d'écriture.
Pour une solution liquide :
- Un solvant, dont la concentration est largement supérieure à celle des solutés, peut être assimilé à un corps pur et son activité est prise égale à 1 (par exemple l'eau dans une réaction d'oxydoréduction ou une réaction acido-basique en phase aqueuse).
- Lorsque la concentration ou molarité d'un soluté est faible, son activité est prise égale au rapport de sa concentration {\displaystyle \left[{\rm {C}}_{i}\right]} sur une concentration de référence {\displaystyle \left[{\rm {C}}\right]^{\circ }} prise égale à 1, exprimée dans la même unité que la concentration réelle : par ex. mol.l−1. L'expression de l'activité :

{\displaystyle a_{i}={\frac {\left[{\rm {C}}_{i}\right]}{\left[{\rm {C}}\right]^{\circ }}}}
est alors réduite à la concentration du corps dans le mélange :
{\displaystyle a_{i}=\left[{\rm {C}}_{i}\right]}
L'activité peut également être exprimée à partir de la molalité {\displaystyle m_{i}} avec une molalité de référence {\displaystyle m^{\circ }} de 1 exprimée dans la même unité : par ex. mol.kg−1. L'expression de l'activité :
{\displaystyle a_{i}={\frac {m_{i}}{m^{\circ }}}}
est alors réduite à la molalité du corps dans le mélange :
{\displaystyle a_{i}=m_{i}}
Ceci est notamment utilisé dans les calculs d'équilibres ioniques (Cf. Constante de dissociation) ou acido-basiques (Cf. Potentiel hydrogène) en phase aqueuse.
Rappelons que l'activité n'a pas de dimension, le fait de ne pas noter {\displaystyle \left[{\rm {C}}\right]^{\circ }} ou {\displaystyle m^{\circ }} n'est qu'une simplification d'écriture.
Pour un solide l'activité est prise égale à 1 dans les constantes de solubilité lors des calculs d'équilibres d'espèces ioniques avec précipitation.

### Calcul du coefficient d'activité
Contrairement au potentiel chimique qui n'est toujours défini qu'à une constante additive près, le coefficient d'activité, et l'activité, peut être calculé de façon absolue, ce qui le rend particulièrement intéressant dans le calcul des propriétés des mélanges réels.
Les modèles d'activité sont surtout utilisés dans le calcul des équilibres de phases.
De nombreux modèles de coefficients d'activité pour les phases liquides ont été développés, avec comme état standard les corps liquides purs :
- Margules ;
- Van Laar (en) ;
- Wilson ;
- NRTL (en) ;
- UNIQUAC ;
- UNIFAC ;
- COSMOSPACE.

Hormis les modèles de Margules et Van Laar, formes totalement empiriques à régresser sur des résultats expérimentaux, les autres modèles sont basés sur des théories d'interaction entre les divers corps du mélange et peuvent également être ajustés sur des résultats expérimentaux.

## Équilibre de phases

### Approche γ - ϕ
Lorsque deux phases ou plus (gaz, liquide, solide) sont en équilibre, les potentiels chimiques de chacun des corps en présence sont homogènes sur l'ensemble des phases. Autrement dit, s'il existe à l'équilibre les phases {\displaystyle \alpha ,\beta ,\gamma }, les potentiels chimiques de tout corps {\displaystyle i} présent répondent à l'égalité :
Cette égalité est équivalente à celle des fugacités du corps {\displaystyle i} dans les différentes phases : {\displaystyle f_{i}^{\alpha }=f_{i}^{\beta }=f_{i}^{\gamma }}.
Nous supposerons par la suite un équilibre entre une phase vapeur et une phase liquide, en introduisant les fractions molaires respectives {\displaystyle x_{i}^{\text{g}},x_{i}^{\text{l}}} de chacun des corps {\displaystyle i}.
Pour la phase vapeur, l'approche par coefficient de fugacité est préférée car il existe de nombreuses équations d'état pouvant la représenter correctement. L'état de référence pour le calcul du potentiel chimique {\displaystyle \mu _{i}^{\text{g}}} est le gaz parfait pur aux mêmes pression et température que le mélange réel. On a alors, en introduisant le coefficient de fugacité {\displaystyle \phi _{i}^{\text{g}}} en phase vapeur, l'expression de la fugacité en phase vapeur :
Pour la phase liquide, l'approche par coefficient d'activité est préférable à l'approche par coefficient de fugacité car il existe de nombreux modèles d'enthalpie libre d'excès qui la représentent bien mieux que les équations d'état. L'état de référence pour le calcul du potentiel chimique est le corps pur liquide aux mêmes pression et température que le mélange réel. On a alors, en introduisant le coefficient d'activité {\displaystyle \gamma _{i}^{\text{l}}} en phase liquide et la fugacité {\displaystyle f_{i}^{\text{l,*}}} du corps pur en phase liquide, l'expression de la fugacité en phase liquide :
L'égalité des fugacités à l'équilibre des phases {\displaystyle f_{i}^{\text{g}}=f_{i}^{\text{l}}} induit l'expression de l'approche {\displaystyle \gamma -\phi } (gamma-phi) :
| Approche {\displaystyle \gamma -\phi } : {\displaystyle x_{i}^{\text{g}}\phi _{i}^{\text{g}}P=x_{i}^{\text{l}}\gamma _{i}^{\text{l}}f_{i}^{\text{l,*}}} |

On déduit également de cette expression le coefficient de partage du corps {\displaystyle i} entre les deux phases, noté {\displaystyle K_{i}} :
Cette approche par états de référence différents pour les deux phases est appelée « approche {\displaystyle \gamma -\phi } » (gamma-phi). L'approche par coefficient de fugacité employé pour les deux phases est appelée « approche {\displaystyle \phi -\phi } » (phi-phi). Dans cette approche {\displaystyle f_{i}^{\text{l}}=x_{i}^{\text{l}}\phi _{i}^{\text{l}}P} ; on a donc : {\displaystyle \phi _{i}^{\text{l}}P=\gamma _{i}^{\text{l}}f_{i}^{\text{l,*}}}.
L'approche {\displaystyle \gamma -\phi } nécessite deux modèles distincts : une équation d'état pour la phase vapeur et un modèle de coefficient d'activité pour la phase liquide ; elle est recommandée pour des pressions inférieures à 10 bar. Au-delà, l'approche {\displaystyle \phi -\phi } est recommandée car elle ne nécessite qu'une seule et même équation d'état pour représenter les deux phases, ce qui rend le calcul cohérent à l'approche du point critique où les deux phases doivent se rejoindre. Les deux modèles de l'approche {\displaystyle \gamma -\phi } posent des problèmes de convergence numérique autour du point critique.
En ce qui concerne l'état standard, le corps {\displaystyle i} pur à la même température que le mélange réel n'existe pas toujours à l'état liquide, aussi faut-il discerner deux cas de figure :
- le corps {\displaystyle i} existe à l'état liquide pur à la température {\displaystyle T} du mélange, c'est-à-dire qu'il existe une pression de vapeur saturante {\displaystyle P_{i}^{\text{sat}}} du corps {\displaystyle i} pur à {\displaystyle T} : la fugacité {\displaystyle f_{i}^{\text{l,*}}} est calculée selon la « convention symétrique » ;
- le corps {\displaystyle i} est supercritique à la température {\displaystyle T} du mélange, c'est-à-dire qu'il n'existe pas de pression de vapeur saturante {\displaystyle P_{i}^{\text{sat}}} du corps {\displaystyle i} pur à {\displaystyle T} car {\displaystyle T>T_{c,i}} la température critique du corps {\displaystyle i} : la fugacité {\displaystyle f_{i}^{\text{l,*}}} (fictive) est calculée selon la « convention dissymétrique », le corps {\displaystyle i} est alors un gaz dissout.

### Convention symétrique
Lorsque tous les constituants de la phase liquide existent à l'état liquide à la température du mélange (c'est-à-dire que la température du mélange {\displaystyle T<T_{c,i}} la température critique du corps {\displaystyle i}, pour chacun des constituants), l'état de référence liquide pur est donc réel pour chacun des corps {\displaystyle i}. La fugacité de tous les corps {\displaystyle i} dans cet état est alors établie comme suit. Cette convention étant applicable à tous les constituants du mélange, elle est appelée « convention symétrique ».
La fugacité du corps {\displaystyle i} pur à l'état de liquide à {\displaystyle P} et {\displaystyle T} vaut :
L'égalité des potentiels chimiques en phase vapeur et en phase liquide conduit selon la convention symétrique à :
| Pour un solvant : {\displaystyle x_{i}^{\text{g}}\phi _{i}^{\text{g}}P=x_{i}^{\text{l}}\gamma _{i}^{\text{l}}\phi _{i}^{\text{g,*,sat}}P_{i}^{\text{sat}}{\mathcal {P}}_{i}} |

On déduit également de cette expression le coefficient de partage du corps {\displaystyle i} entre les deux phases, noté {\displaystyle K_{i}} :
avec :
- {\displaystyle T} la température d'équilibre ;
- {\displaystyle P} la pression d'équilibre ;
- {\displaystyle P_{i}^{\text{sat}}} la pression de vapeur saturante du corps {\displaystyle i} pur à {\displaystyle T} ;
- {\displaystyle x_{i}^{\text{g}}} la fraction molaire du corps {\displaystyle i} en phase vapeur ;
- {\displaystyle x_{i}^{\text{l}}} la fraction molaire du corps {\displaystyle i} en phase liquide ;
- {\displaystyle \phi _{i}^{\text{g}}} le coefficient de fugacité du corps {\displaystyle i} en phase vapeur, à {\displaystyle P}, {\displaystyle T} et composition du mélange gazeux ;
- {\displaystyle \phi _{i}^{\text{g,*,sat}}} le coefficient de fugacité du corps {\displaystyle i} pur à saturation en phase vapeur, à {\displaystyle P_{i}^{\text{sat}}} et {\displaystyle T} ;
- {\displaystyle \gamma _{i}^{\text{l}}} le coefficient d'activité du corps {\displaystyle i} en phase liquide, à {\displaystyle P}, {\displaystyle T} et composition du mélange liquide ;
- {\displaystyle {\bar {V}}_{i}^{\text{l,*}}} le volume molaire liquide du corps {\displaystyle i} pur à {\displaystyle T} ;
- {\displaystyle {\mathcal {P}}_{i}=\exp \!\left({\frac {\int _{P_{i}^{\text{sat}}}^{P}{\bar {V}}_{i}^{\text{l,*}}\,\mathrm {d} P}{RT}}\right)} la correction de Poynting.

Les liquides étant peu compressibles, nous pouvons supposer que le volume molaire du liquide pur ne dépend que de la température, aussi obtient-on :
{\displaystyle \int _{P_{i}^{\text{sat}}}^{P}{\bar {V}}_{i}^{\text{l,*}}\,\mathrm {d} P\approx {\bar {V}}_{i}^{\text{l,*}}\left(P-P_{i}^{\text{sat}}\right)}
{\displaystyle {\mathcal {P}}_{i}\approx \exp \!\left({\frac {{\bar {V}}_{i}^{\text{l,*}}\left(P-P_{i}^{\text{sat}}\right)}{RT}}\right)}
Pour des pressions de l'ordre de grandeur de la pression atmosphérique, la correction de Poynting est négligeable : {\displaystyle {\mathcal {P}}_{i}\approx 1}. Si l'on considère la phase vapeur comme un mélange de gaz parfaits, alors {\displaystyle \phi _{i}^{\text{g}}=1} et {\displaystyle \phi _{i}^{\text{g,*,sat}}=1}. De même, si l'on considère la phase liquide comme une solution idéale, alors {\displaystyle \gamma _{i}^{\text{l}}=1}. On obtient la loi de Raoult :
| Loi de Raoult : {\displaystyle x_{i}^{\text{g}}P=x_{i}^{\text{l}}P_{i}^{\text{sat}}} |

### Convention dissymétrique
Lorsqu'un constituant {\displaystyle i} dans la phase liquide est supercritique (c'est-à-dire que la température du mélange {\displaystyle T>T_{c,i}} la température critique du constituant {\displaystyle i}), le corps {\displaystyle i} est un gaz dissout dans un solvant liquide. L'état de référence liquide pur du constituant {\displaystyle i} est alors fictif : on se base par conséquent sur un autre état de référence, celui du corps {\displaystyle i} infiniment dilué dans le solvant aux mêmes {\displaystyle P} et {\displaystyle T}.
Pour les autres corps {\displaystyle k} tels que {\displaystyle T<T_{c,k}}, ces corps sont considérés comme des solvants et on leur applique la référence liquide pur de la convention symétrique.
Tous les corps dans le mélange liquide n'étant pas représentés de la même façon, puisque l'on distingue les gaz dissouts des solvants, cette convention est appelée convention dissymétrique.
Avant de développer le formalisme mathématique de la convention dissymétrique, il est nécessaire de définir la constante de Henry.

#### Constante de Henry
Soit {\displaystyle f_{i,s}^{\infty }} la fugacité du corps {\displaystyle i} à dilution infinie dans un solvant {\displaystyle s} :
{\displaystyle \mu _{i,s}^{\infty }-\mu _{i}^{\bullet ,*}=RT\ln \!\left({\frac {f_{i,s}^{\infty }}{P}}\right)}
À dilution infinie d'un corps {\displaystyle i} dans un solvant {\displaystyle s}, le potentiel chimique {\displaystyle \mu _{i,s}^{\infty }} de {\displaystyle i} est infiniment négatif :
{\displaystyle \mu _{i,s}^{\infty }=-\infty }
la fugacité à dilution infinie ne peut donc être que nulle :
{\displaystyle f_{i,s}^{\infty }=\lim _{x_{i}^{\text{l}}\to 0}f_{i}^{\text{l}}=0}
Si l'on considère que, pour des fractions molaires de {\displaystyle i} proches de 0, la fugacité se comporte idéalement de façon linéaire, telle que :
{\displaystyle f_{i}^{\text{l}}=x_{i}^{\text{l}}k_{{\text{H}},i,s}}
bien que {\displaystyle \lim _{x_{i}^{\text{l}}\to 0}f_{i}^{\text{l}}=0} et {\displaystyle \lim _{x_{i}^{\text{l}}\to 0}x_{i}^{\text{l}}=0}, en vertu de la règle de L'Hôpital on définit la constante de Henry {\displaystyle k_{{\text{H}},i,s}} par la limite :
| Constante de Henry : {\displaystyle k_{{\text{H}},i,s}=\lim _{x_{i}^{\text{l}}\to 0}{\frac {f_{i}^{\text{l}}}{x_{i}^{\text{l}}}}} |

La constante de Henry, comme la fugacité, a la dimension d'une pression.
La constante de Henry n'est pas la fugacité du corps {\displaystyle i} à dilution infinie : {\displaystyle k_{{\text{H}},i,s}\neq f_{i,s}^{\infty }}. Comme vu plus haut celle-ci est nulle : {\displaystyle f_{i,s}^{\infty }=0}.
La constante de Henry dépend du solvant {\displaystyle s} dans lequel le corps {\displaystyle i} est dissout, ce solvant pouvant être aussi bien un corps pur qu'un mélange.
En considérant la solution du corps {\displaystyle i} gazeux dissout dans le solvant liquide {\displaystyle s} comme une solution idéale, on écrit :
{\displaystyle \mu _{i,s}^{\infty ,{\text{id}}}-\mu _{i}^{\bullet ,*}=RT\ln \!\left({\frac {x_{i}^{\text{l}}k_{{\text{H}},i,s}}{P}}\right)}
avec {\displaystyle \mu _{i,s}^{\infty ,{\text{id}}}} le potentiel chimique du corps {\displaystyle i} en solution idéale dans le solvant {\displaystyle s}. Les potentiels chimiques de la relation précédente sont définis aux mêmes {\displaystyle P} et {\displaystyle T}.
La constante de Henry est déterminée expérimentalement en fonction d'une pression de référence {\displaystyle P^{\text{réf}}} et de la température {\displaystyle T}. La pression de référence {\displaystyle P^{\text{réf}}} est souvent prise égale à la pression de vapeur saturante du solvant {\displaystyle s}, {\displaystyle P_{s}^{\text{sat}}}, à {\displaystyle T} donnée ; dans ce cas, la pression de référence varie avec la température. La pression de référence peut également être fixe (le plus souvent 1 atm).
La constante de Henry peut être calculée à une autre pression {\displaystyle P}, à la même température {\displaystyle T}, selon la relation :
{\displaystyle \left({\frac {\partial RT\ln \!\left(k_{{\text{H}},i,s}\!\left(P,T\right)\right)}{\partial P}}\right)_{T,n}={\bar {V}}_{i,s}^{\infty }}
{\displaystyle RT\ln \!\left(k_{{\text{H}},i,s}\!\left(P,T\right)\right)-RT\ln \!\left(k_{{\text{H}},i,s}\!\left(P^{\text{réf}},T\right)\right)=\int _{P^{\text{réf}}}^{P}{\bar {V}}_{i,s}^{\infty }\,\mathrm {d} P}
avec {\displaystyle {\bar {V}}_{i,s}^{\infty }} le volume molaire partiel du corps {\displaystyle i} infiniment dilué dans le solvant {\displaystyle s}. Cette grandeur, non nulle, est déterminée expérimentalement par extrapolation du volume molaire partiel du corps {\displaystyle i} dans le mélange liquide :
{\displaystyle {\bar {V}}_{i,s}^{\infty }=\lim _{x_{i}^{\text{l}}\to 0}{\bar {V}}_{i}^{\text{l}}}
Nous notons la correction de Poynting :
{\displaystyle {\mathcal {P}}_{i,s}^{\infty }=\exp \!\left({\frac {\int _{P^{\text{réf}}}^{P}{\bar {V}}_{i,s}^{\infty }\,\mathrm {d} P}{RT}}\right)}
D'où l'évolution de la constante de Henry entre deux pressions :
{\displaystyle k_{{\text{H}},i,s}\!\left(P,T\right)=k_{{\text{H}},i,s}\!\left(P^{\text{réf}},T\right){\mathcal {P}}_{i,s}^{\infty }}
En supposant que le volume molaire {\displaystyle {\bar {V}}_{i,s}^{\infty }} ne dépend pas de la pression, cette relation devient l'équation de Krichevsky–Kasarnovsky :

#### Formalisme
La fugacité fictive du corps {\displaystyle i} à l'état de liquide pur à {\displaystyle P} et {\displaystyle T} vaut :
L'égalité des potentiels chimiques en phase vapeur et en phase liquide conduit selon la convention dissymétrique à :
| Pour un gaz dissout : {\displaystyle x_{i}^{\text{g}}\phi _{i}^{\text{g}}P=x_{i}^{\text{l}}{\frac {\gamma _{i}^{\text{l}}}{\gamma _{i,s}^{\infty }}}k_{{\text{H}},i,s}^{\text{réf}}{\mathcal {P}}_{i,s}^{\infty }} |

On déduit également de cette expression le coefficient de partage du corps {\displaystyle i} entre les deux phases, noté {\displaystyle K_{i}} :
avec :
- {\displaystyle T} la température d'équilibre ;
- {\displaystyle P} la pression d'équilibre ;
- {\displaystyle P^{\text{réf}}} la pression à laquelle la constante de Henry a été expérimentalement déterminée à {\displaystyle T} ;
- {\displaystyle k_{{\text{H}},i,s}^{\text{réf}}} la constante de Henry du corps {\displaystyle i} à {\displaystyle P^{\text{réf}}} et {\displaystyle T} dans le solvant {\displaystyle s} ;
- {\displaystyle x_{i}^{\text{g}}} la fraction molaire du corps {\displaystyle i} en phase vapeur ;
- {\displaystyle x_{i}^{\text{l}}} la fraction molaire du corps {\displaystyle i} en phase liquide ;
- {\displaystyle \phi _{i}^{\text{g}}} le coefficient de fugacité du corps {\displaystyle i} en phase vapeur, à {\displaystyle P}, {\displaystyle T} et composition du mélange gazeux ;
- {\displaystyle \gamma _{i}^{\text{l}}} le coefficient d'activité du corps {\displaystyle i} en phase liquide, à {\displaystyle P}, {\displaystyle T} et composition du mélange liquide ;
- {\displaystyle \gamma _{i,s}^{\infty }=\lim _{x_{i}^{\text{l}}\to 0}\gamma _{i}^{\text{l}}} le coefficient d'activité du corps {\displaystyle i} en phase liquide, à {\displaystyle P}, {\displaystyle T} et dilution infinie dans le solvant {\displaystyle s} ;
- {\displaystyle {\bar {V}}_{i,s}^{\infty }=\lim _{x_{i}^{\text{l}}\to 0}{\bar {V}}_{i}^{\text{l}}} le volume molaire partiel du corps {\displaystyle i} en phase liquide, à {\displaystyle P}, {\displaystyle T} et dilution infinie dans le solvant {\displaystyle s} ;
- {\displaystyle {\mathcal {P}}_{i,s}^{\infty }=\exp \!\left({\frac {\int _{P^{\text{réf}}}^{P}{\bar {V}}_{i,s}^{\infty }\,\mathrm {d} P}{RT}}\right)} la correction de Poynting.

Les liquides étant peu compressibles, nous supposons que le volume molaire ne dépend que de la température, aussi obtient-on :
{\displaystyle \int _{P^{\text{réf}}}^{P}{\bar {V}}_{i,s}^{\infty }\,\mathrm {d} P\approx {\bar {V}}_{i,s}^{\infty }\left(P-P^{\text{réf}}\right)}
{\displaystyle {\mathcal {P}}_{i,s}^{\infty }\approx \exp \!\left({\frac {{\bar {V}}_{i,s}^{\infty }\left(P-P^{\text{réf}}\right)}{RT}}\right)}
Pour des pressions de l'ordre de grandeur de la pression atmosphérique, la correction de Poynting est négligeable : {\displaystyle {\mathcal {P}}_{i,s}^{\infty }\approx 1}. Si l'on considère la phase vapeur comme un mélange de gaz parfaits, alors {\displaystyle \phi _{i}^{\text{g}}=1}. De même, si l'on considère la phase liquide comme une solution idéale, alors {\displaystyle {\frac {\gamma _{i}^{\text{l}}}{\gamma _{i,s}^{\infty }}}=1}. On obtient la loi de Henry :
| Loi de Henry : {\displaystyle x_{i}^{\text{g}}P=x_{i}^{\text{l}}k_{{\text{H}},i,s}^{\text{réf}}} |

## Grandeurs extensives des solutions réelles

### Grandeurs d'excès
Une grandeur d'excès {\displaystyle X^{\text{E}}} exprime l'écart entre une grandeur thermodynamique extensive {\displaystyle X^{\text{l}}} d'un mélange liquide réel et la même grandeur thermodynamique extensive {\displaystyle X^{\text{l,id}}} d'un mélange liquide idéal aux mêmes pression, température et composition :
| Grandeur d'excès : {\displaystyle X^{\text{E}}=X^{\text{l}}-X^{\text{l,id}}} |

Une grandeur d'excès est par construction également une grandeur extensive, il est donc possible de définir une grandeur molaire d'excès {\displaystyle {\bar {X}}^{\text{E}}} pour le mélange et une grandeur molaire partielle d'excès {\displaystyle {\bar {X}}_{i}^{\text{E}}} pour chacun des corps {\displaystyle i} présents dans le mélange. Les relations suivantes sont également vraies :
avec, toutes ces grandeurs étant définies aux mêmes pression, température et composition :
- {\displaystyle n} la quantité de matière totale dans le mélange ;
- {\displaystyle n_{i}} la quantité du corps {\displaystyle i} dans le mélange ;
- {\displaystyle {\bar {X}}} la grandeur molaire du mélange réel ;
- {\displaystyle {\bar {X}}_{i}} la grandeur molaire partielle du corps {\displaystyle i} dans le mélange réel ;
- {\displaystyle {\bar {X}}^{\text{E}}} la grandeur molaire d'excès du mélange ;
- {\displaystyle {\bar {X}}_{i}^{\text{E}}} la grandeur molaire partielle d'excès du corps {\displaystyle i} ;
- {\displaystyle {\bar {X}}^{\text{l,id}}} la grandeur molaire du mélange liquide idéal ;
- {\displaystyle {\bar {X}}_{i}^{\text{l,id}}} la grandeur molaire partielle du corps {\displaystyle i} dans le mélange liquide idéal.

Note : la même démarche est en théorie applicable à toutes les phases, gaz, liquide ou solide. Néanmoins, elle est surtout employée pour les phases condensées liquide et solide. Dans ce dernier cas il faut bien entendu considérer une solution idéale solide, constituée à partir des solides purs, et dans ce qui suit un modèle de coefficient d'activité spécifique aux solides.

### Calcul des grandeurs d'excès
Pour l'enthalpie libre {\displaystyle G}, l'identité des potentiels chimiques {\displaystyle \mu _{i}} et des enthalpies libres molaires partielles {\displaystyle {\bar {G}}_{i}} permet d'écrire, pour tout corps {\displaystyle i} dans un mélange liquide quelconque :
{\displaystyle {\bar {G}}_{i}^{\text{l}}={\bar {G}}_{i}^{\text{l,id}}+RT\ln \gamma _{i}^{\text{l}}=\mu _{i}^{\text{l}}=\mu _{i}^{\text{l,id}}+RT\ln \gamma _{i}^{\text{l}}}
Le terme du coefficient d'activité est donc l'enthalpie libre molaire partielle d'excès, ou potentiel chimique d'excès :
À partir de l'enthalpie libre d'excès, toutes les autres grandeurs d'excès peuvent être calculées :
- {\displaystyle {\bar {S}}_{i}^{\text{E}}=-\left({\frac {\partial {\bar {G}}_{i}^{\text{E}}}{\partial T}}\right)_{P,x}} l'entropie molaire partielle d'excès, calculée par l'une des équations d'état ;
- {\displaystyle {\bar {H}}_{i}^{\text{E}}={\bar {G}}_{i}^{\text{E}}+T{\bar {S}}_{i}^{\text{E}}} l'enthalpie molaire partielle d'excès ;
- {\displaystyle {\bar {V}}_{i}^{\text{E}}=\left({\frac {\partial {\bar {G}}_{i}^{\text{E}}}{\partial P}}\right)_{T,x}} le volume molaire partiel d'excès, calculé par l'une des équations d'état ;
- {\displaystyle {\bar {U}}_{i}^{\text{E}}={\bar {H}}_{i}^{\text{E}}-P{\bar {V}}_{i}^{\text{E}}} l'énergie interne molaire partielle d'excès ;
- {\displaystyle {\bar {F}}_{i}^{\text{E}}={\bar {G}}_{i}^{\text{E}}-P{\bar {V}}_{i}^{\text{E}}} l'énergie libre molaire partielle d'excès.

Le théorème d'Euler sur les fonctions homogènes du premier ordre s'applique aux grandeurs d'excès puisque ce sont des grandeurs extensives, avec {\displaystyle n_{i}^{\text{l}}} nombre de moles et {\displaystyle x_{i}^{\text{l}}} fraction molaire de chacun des {\displaystyle N} corps {\displaystyle i} présents dans le mélange liquide :
L'enthalpie libre d'excès a donc une importance particulière dans le calcul des propriétés des phases condensées :
Note sur la dépendance de {\displaystyle G^{\text{E}}} à la pression
Si on mélange 1 litre d'eau avec 1 litre d'éthanol, on obtient un volume total {\displaystyle V} d'environ 1,92 litre. Le volume idéal {\displaystyle V^{\text{id}}} est de 1 litre + 1 litre = 2 litres et le volume d'excès {\displaystyle V^{\text{E}}} est de 1,92 litre - 2 litres = −0,08 litre, il y a contraction du volume. Le mélange eau-éthanol n'est donc pas une solution idéale, il présente d'ailleurs un azéotrope que la loi de Raoult ne peut pas représenter.
Dans les phases condensées, le volume d'excès {\displaystyle V^{\text{E}}=\left({\frac {\partial G^{\text{E}}}{\partial P}}\right)_{T,x}} est souvent négligeable et négligé devant le volume de la solution idéale {\displaystyle V^{\text{id}}}. En pratique, aucun des modèles de coefficient d'activité (ou d'enthalpie libre molaire d'excès {\displaystyle {\bar {G}}^{\text{E}}}) listés au paragraphe Calcul du coefficient d'activité ne dépend de {\displaystyle P}, et {\displaystyle V^{\text{E}}} est souvent considéré comme nul.

### Calcul des grandeurs extensives réelles
Les grandeurs extensives {\displaystyle X^{\text{l,id}}} du mélange liquide idéal peuvent être calculées facilement à l'aide des propriétés des corps liquides purs si l'on considère une solution idéale aux mêmes pression, température et composition que le mélange réel.
Les grandeurs extensives du mélange liquide réel se calculent donc en appliquant la définition des grandeurs d'excès :
| Propriétés d'un mélange liquide réel : {\displaystyle X^{\text{l}}=X^{\text{l,id}}+X^{\text{E}}} |

Ceci est appliqué surtout dans le calcul des propriétés des phases condensées, liquide ou solide (pour peu que l'on dispose d'un modèle de coefficients d'activité des solides). Pour les gaz, la solution idéale choisie est le mélange de gaz parfaits aux mêmes pression, température et composition que le mélange réel, et les propriétés sont calculées à l'aide d'une équation d'état et de grandeurs résiduelles.